# François-Anastase Adam de La Pommeraye
François-Anastase Adam de La Pommeraye (28 février 1779 à Caen - 16 avril 1832 à Paris) est un militaire et homme politique français, député du Calvados.

## Biographie
Lieutenant-colonel, il prit sa retraite quand il fut élu comme candidat libéral dans l'arrondissement de Caen, le 1er octobre 1821. Il perdit aux élections générales du 25 février 1824, mais prit sa revanche, le 17 novembre 1827. Dans ces diverses législatures, Adam de la Pommeraye siégea sur les bancs de la gauche et vota constamment avec elle, sans monter à la tribune.
Après les journées de Juillet 1830, le député du Calvados fut adjoint aux commissaires chargés par Louis-Philippe de décider Charles X à quitter la France, et de l'accompagner jusqu'à Cherbourg. Le 10 août, il rejoignit à Falaise ses collègues, le maréchal Maison, de Schonen et Odilon Barrot: il avait reçu la mission spéciale de hâter la marche du cortège et de faire prendre au roi déchu la route de Caen. Informé des instructions d'Adam de la Pommeraye, Charles X reçut assez mal l'envoyé de Louis-Philippe, dans une petite auberge à quelque distance de Falaise, et se montra inébranlable dans sa volonté de prendre le chemin de Condé-sur-Noireau. Deux jours après, à Saint-Lô, Charles X ayant appris que les gardes nationaux de la ville, commandés par le général Hulot, s'étaient soulevés, et menaçaient de disperser son escorte, fit appel à l'intervention d'Adam de la Pommeraye qui calma les gardes nationaux, et obtint d'eux libre passage. Avant de s'embarquer, Charles X remit à Odilon Barrot, qui lui en avait exprimé le désir, un mot dans lequel il certifiait les égards dont il avait été l'objet de la part des commissaires, et « leurs attentions et leurs respects pour sa personne et sa famille ». 
Adam de la Pommeraye fut réélu le 5 juillet 1831, dans l'arrondissement de Caen ; il fut un des premiers députés victimes du choléra de 1832, à Paris.

## Distinctions
- Chevalier de la Légion d'honneur en 1813